# 聖安德烈堂

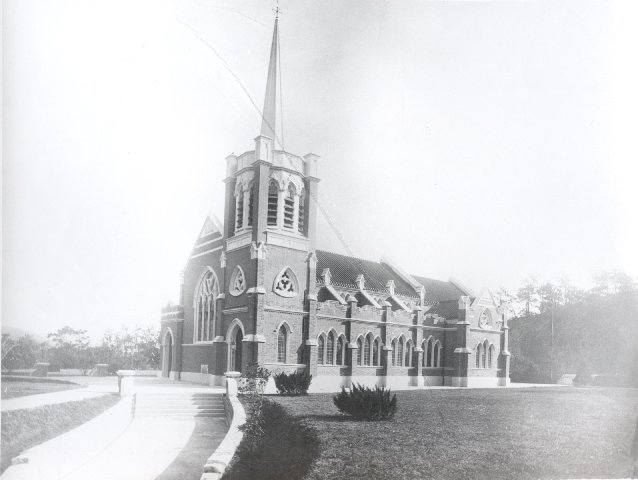
1906年剛落成的聖安德烈堂

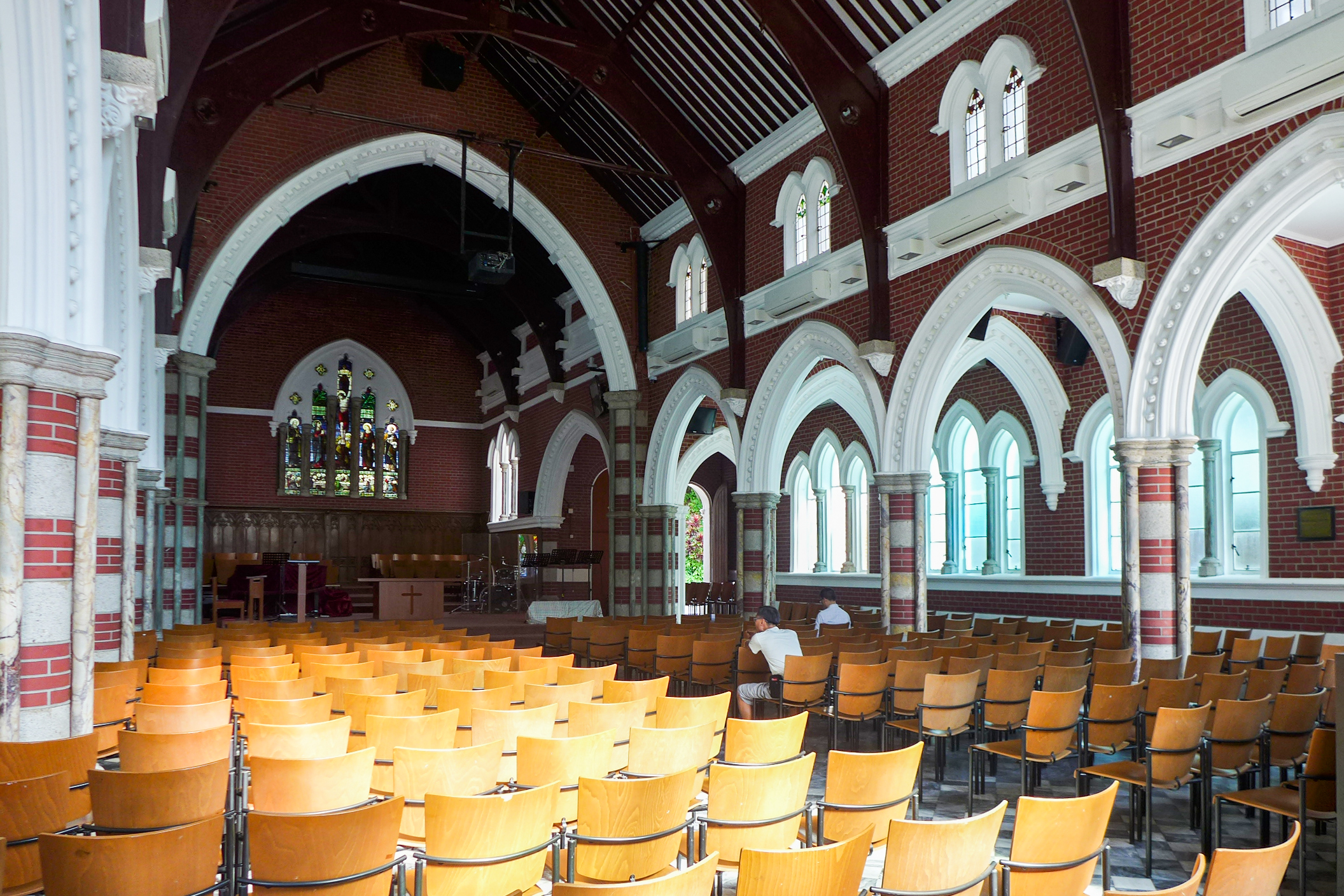
教堂內貌

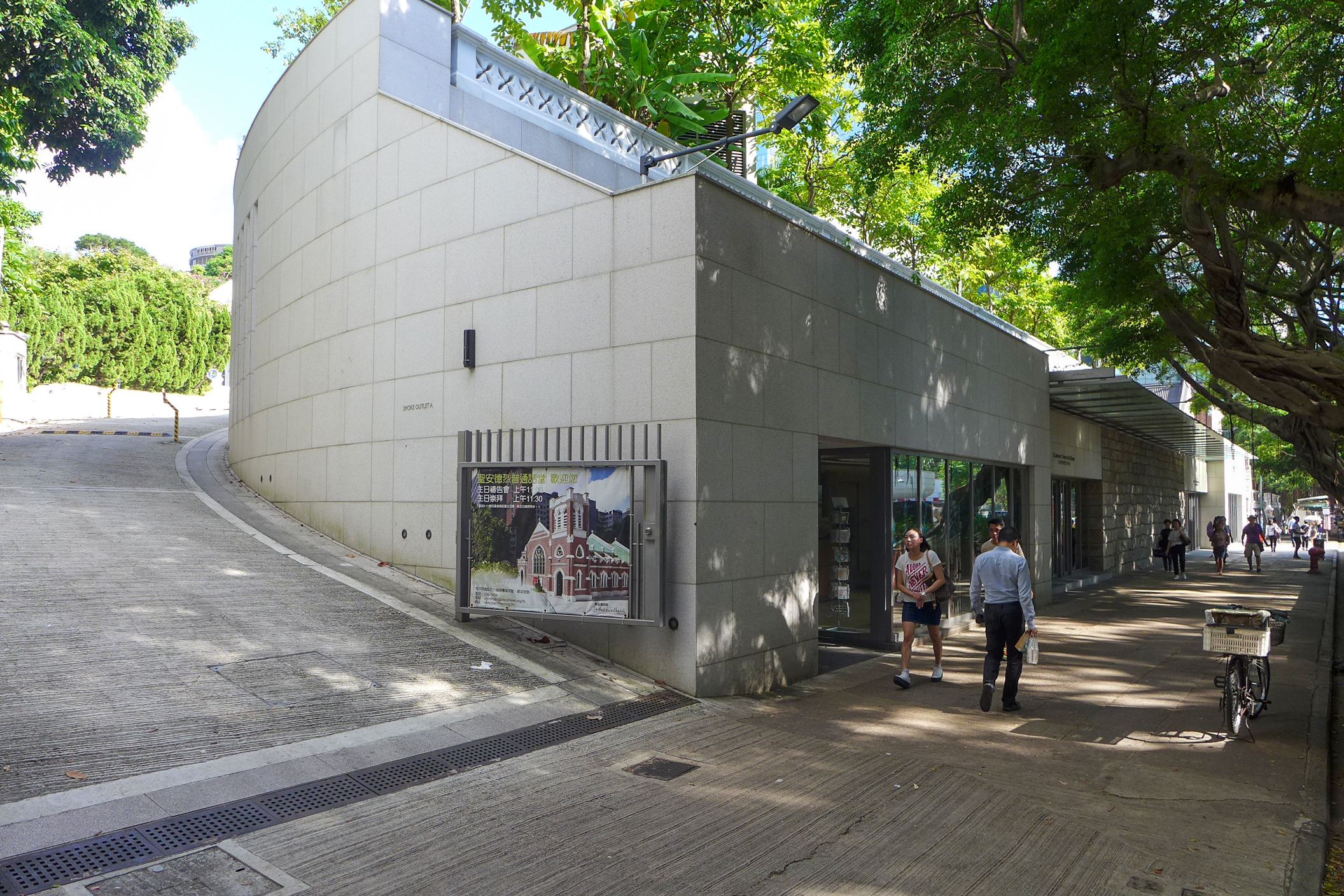
教堂入口

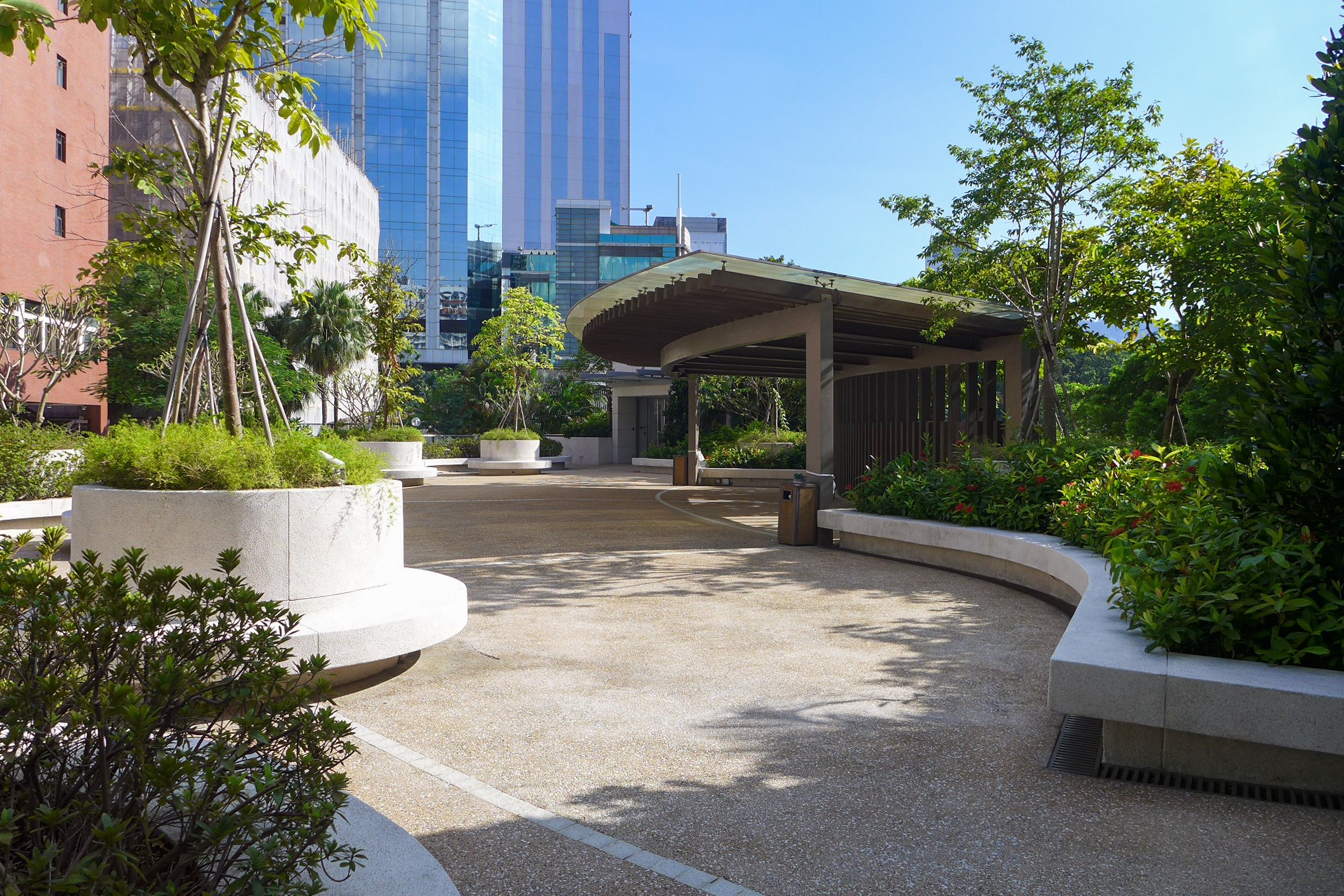
2015年加建的種子花園

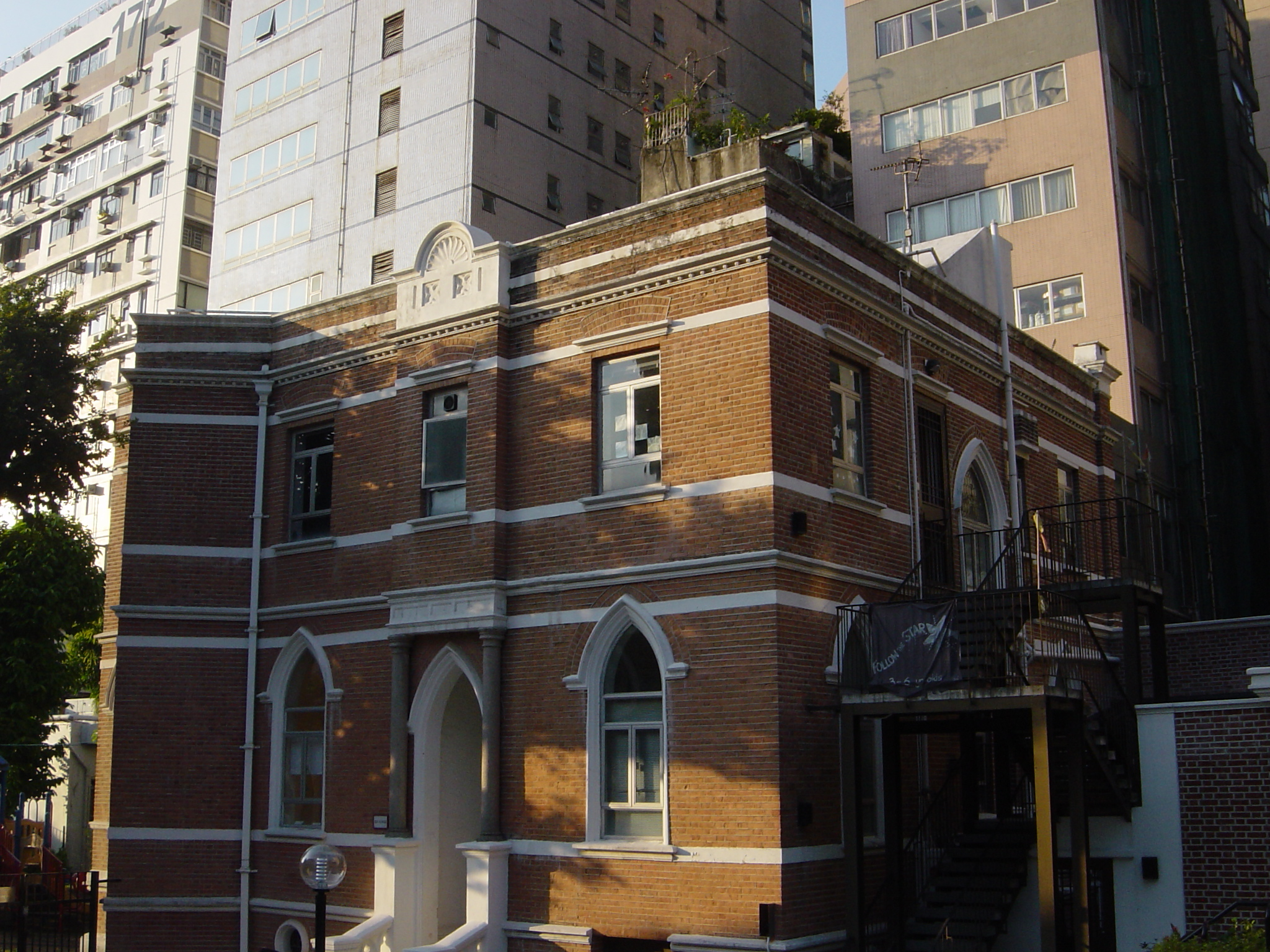
前牧師住宅

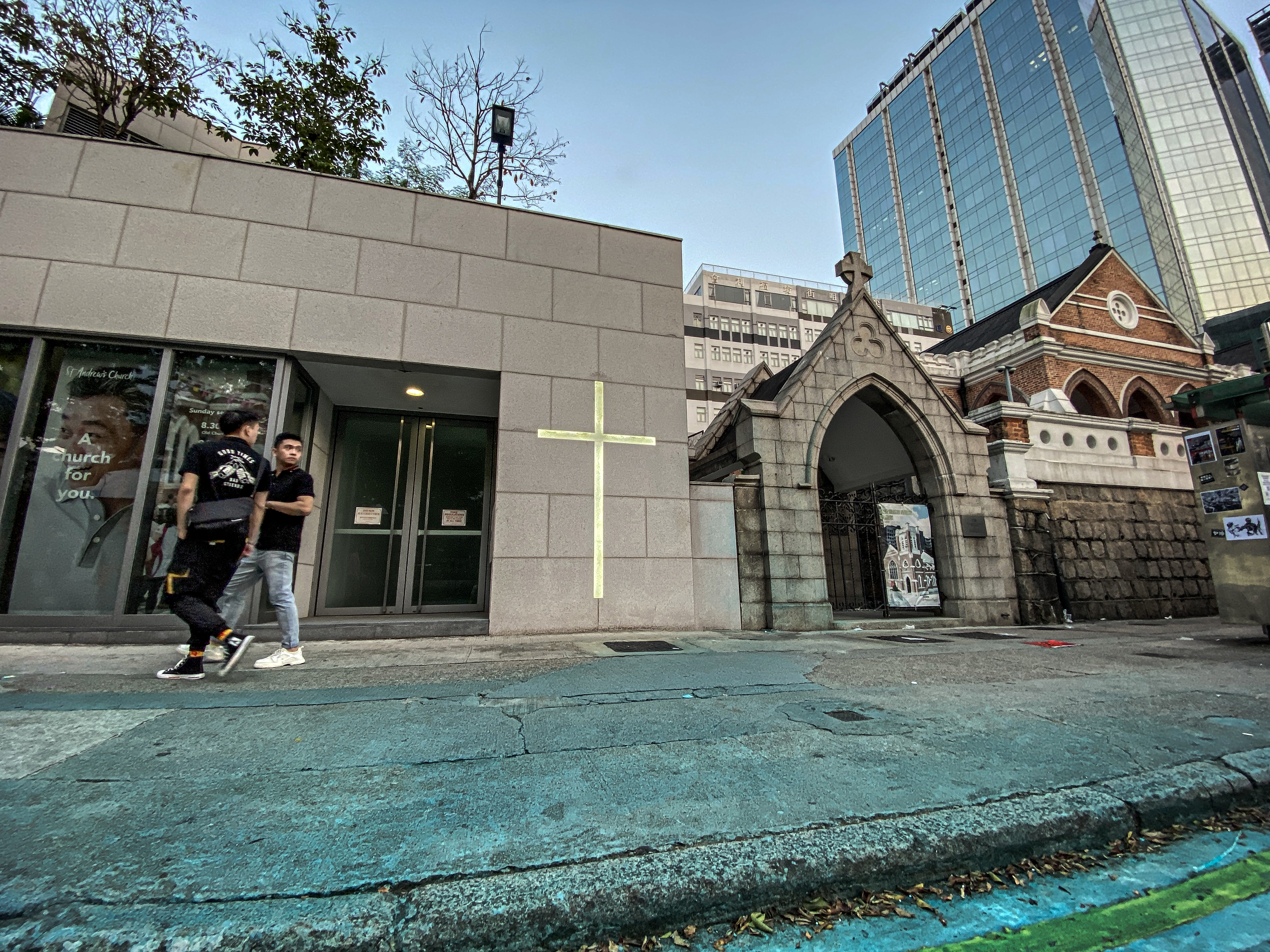
聖安德烈堂的入口在2019年10月20日九龍區反送中遊行，遭水炮車的藍色胡椒化學水射中

聖安德烈堂（英語：St Andrew's Church）位於香港九龍尖沙咀彌敦道138號，是香港聖公會西九龍教區轄下的一所教堂。聖安德烈堂是九龍區歷史最悠久的基督教英語教堂，原是一所為居港外籍人士之設的教會，今日已成為一所香港的本地教會，九成參與崇拜的信徒皆是香港人。

## 歷史
1897年，聖公會提議在九龍半島建立一所教堂，服侍當時的社區，1899年，維多利亞主教霍約瑟曾經親自到該區一帶視察，而且預見九龍區未來與日俱增的需要。直至1904年，獲得保羅·遮打爵士捐助35,000港元，於羅便臣道（今彌敦道）及柯士甸道附近興建教堂。
在興建聖安德烈教堂前的幾年，已有一座木建的小禮堂以供九龍區信徒崇拜，直至1904年新教堂奠基。聖安德烈堂由 Messrs Leigh & Orange的建築師Alfred Bryer設計，1904年11月動工，於1906年落成，在當年10月6日祝聖啟用。
1914年開始的大戰，也是聖安德烈堂艱難的時期。由於大部分早期的教會會友，均為英軍駐紮於九龍威菲路軍營（現九龍公園）的士兵，大戰時期到其他地方服役而離開教會，奉獻收入隨之大幅下降，教會只能勉強維持日常運作。
1909年，鄰近的牧師住宅落成，翌年工人住所落成。聖安德烈堂於1913年加建一座禮堂，於1977年重新興建成為一座7層高建築。
聖安德烈堂毗連前九龍英童學校，曾經為於九龍居住的英國人的聚會點。於香港日治時期，主任牧師被囚禁，聖安德烈堂被更改作為日本神道教神社，而牧師住宅則成為神社主持和日本情報人員的住處。日本無條件投降後，聖公會重新恢復聖安德烈堂，至1979年教堂旁的基督中心落成，同時牧師住宅亦更改作為公務用途。
1997年，聖安德烈堂分階段進行大規模的維修，主要復修外牆及彩繪玻璃窗，耗資250萬港元。同年，聖安德烈堂被列為二級歷史建築，現在擬議爲一級歷史建築。
2006年，聖安德烈堂獲頒發聯合國教科文組織亞太區文物古蹟保護獎。

### 翻新爭議
2012年聖安德烈堂決定耗資1.55億元進行翻新，新教堂（生命中心）的高層將會為禮堂，可以容納逾830位座席，設備音響及多媒體設施，供予大型會議或者音樂會使用；於低層建設圓形劇場及多用途活動室，可以容納300位座席，供予小組聚會用途；地下建築分為兩層，面積約30,000平方呎；天台將會更改作為公眾休憩庭園，在彌敦道設立入口。而舊教堂的圍牆已經被拆卸，預料當中85%材料將會循環再用作為新教堂的外牆和庭園椅座。整個項目設計盡量採用環境保護物料，例如庭園兩端都會採用玻璃外牆，使到自然光可以透射入地下禮堂，日間可以節約能源，亦可以達至隔熱及保溫的效果。此外，舊教堂的設施亦會翻新，包括更新座位及加闊通道等。項目成本逾1億5千5百萬港元，目前正在籌款，於2015年1月竣工。惟翻新後，原來的100米長古舊擋土牆全部拆除，換來玻璃門出入口，配合玻璃簷篷頂，牆壁用麻石及石屎。新圍牆約5米高，路人抬頭看不見教堂。文化傳承監察成員羅雅寧及尖沙嘴居民關注組成員Mary Mulvihill，曾經為聖安德烈堂的保育爭議，跟政府部門周旋。她認為聖安德烈堂圍牆是尖沙嘴地標，對於教會拆牆感到可惜，並質疑為何古諮會、發展局不早把聖安德烈堂評為法定古蹟。同時業主未有利用教堂本部後有23個泊位的停車場空地作發展，而要犧牲古牆。

## 建築
- 教堂：建於1905年，呈拉丁十字型的紅磚哥德式建築，上有木、瓦結構屋頂及鐘樓，兩旁飾有彩色玻璃。
- 前牧師住宅（Old Vicarage）：建於1909年， 與教堂一樣同為紅磚哥德式建築，現已改用作青少年中心及會議室。
- 石門：位於彌敦道出口，於1956年立。
- 基督中心：於1979年落成，原址為1913年興建的禮堂。
- 防空洞入口：於教堂後停車場山坡處有一防空洞入口，但已被水泥封掉。
- 前工人住所：於基督中心後面山坡上有兩幢已荒廢的小建築物，其風格與教堂及前牧師住宅相若，於1910年落成，當時作工人住所之用。

## 主日崇拜時間
逢星期日08:30、09:30、11:30及17:00設有英語崇拜；11:30為普通話崇拜。

## 聖安德烈堂轄下禮拜堂
- 沙田堂 （页面存档备份，存于）（現在是東九龍教區的一個禮拜堂和傳道區）
- 復活堂 （页面存档备份，存于）（現在是東九龍教區的一個禮拜堂和傳道區）

## 事件
2019年10月20日九龍區反修例示威，中午發生香港警察向清真寺發射藍色水炮事件中，距離清真寺約390米的聖安德烈堂亦遭染藍，教堂外牆和行人路有藍色水劑殘留。聖公會表示事發後翌日早上有警員來電，就警方水炮車昨日射出的藍色水柱弄污了教堂外圍致歉，並強調該警員並非故意弄污教堂。發言人指已接受警方的解釋和道歉，原諒有關行為，並強調教堂只是部份外牆及欄閘被染藍，但其後已清洗好。

## 圖集

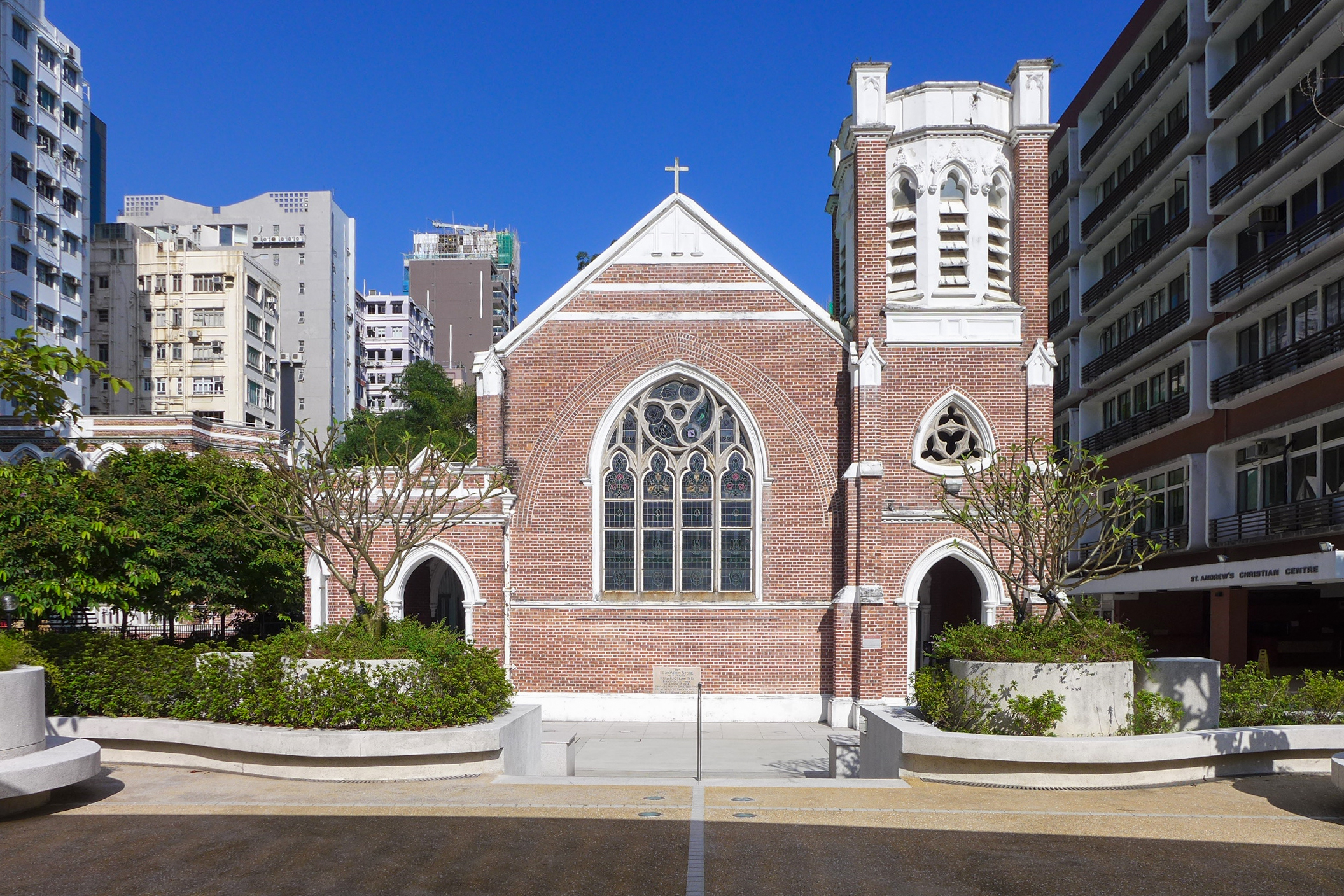
教堂正面
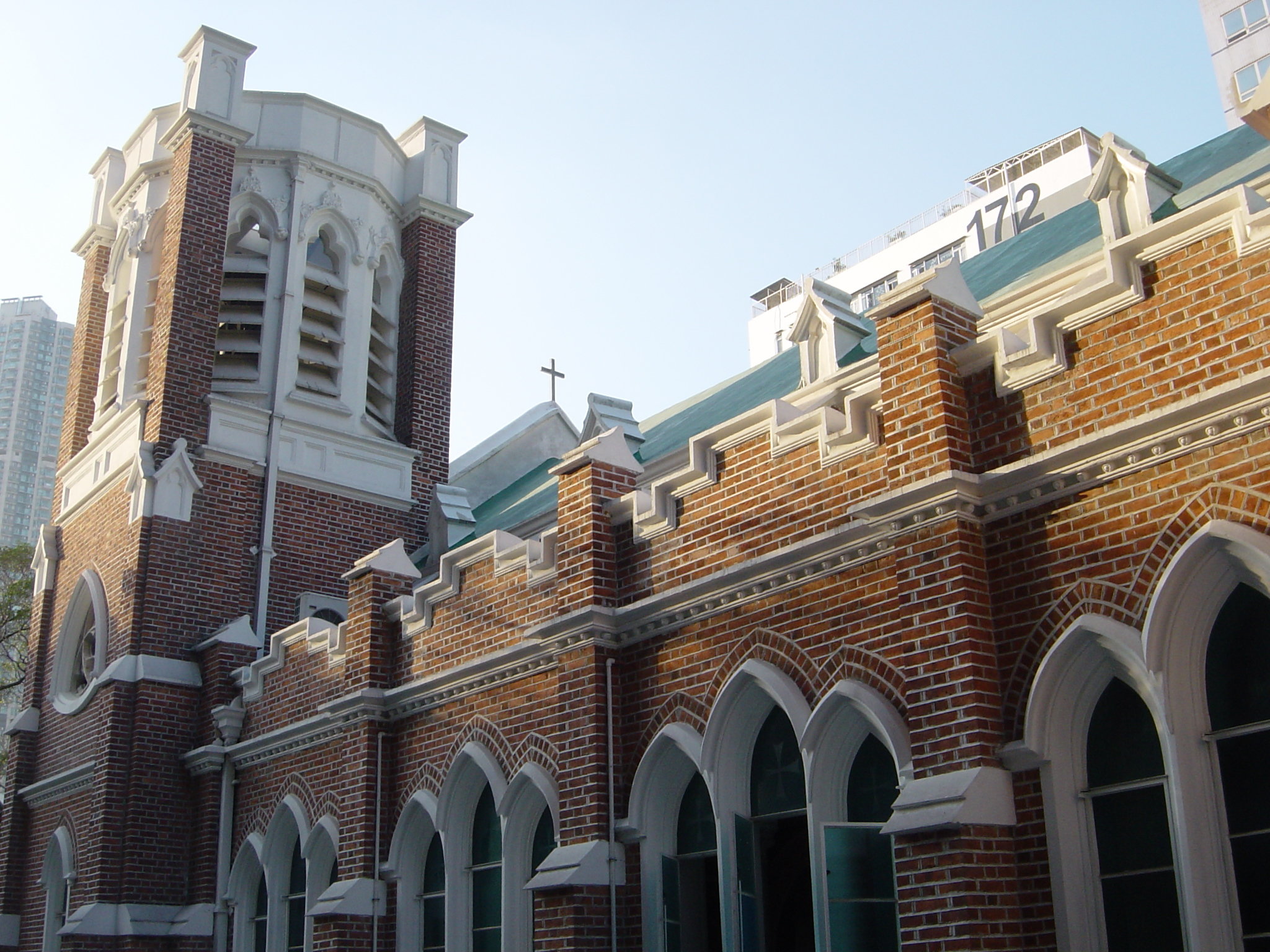
教堂側面
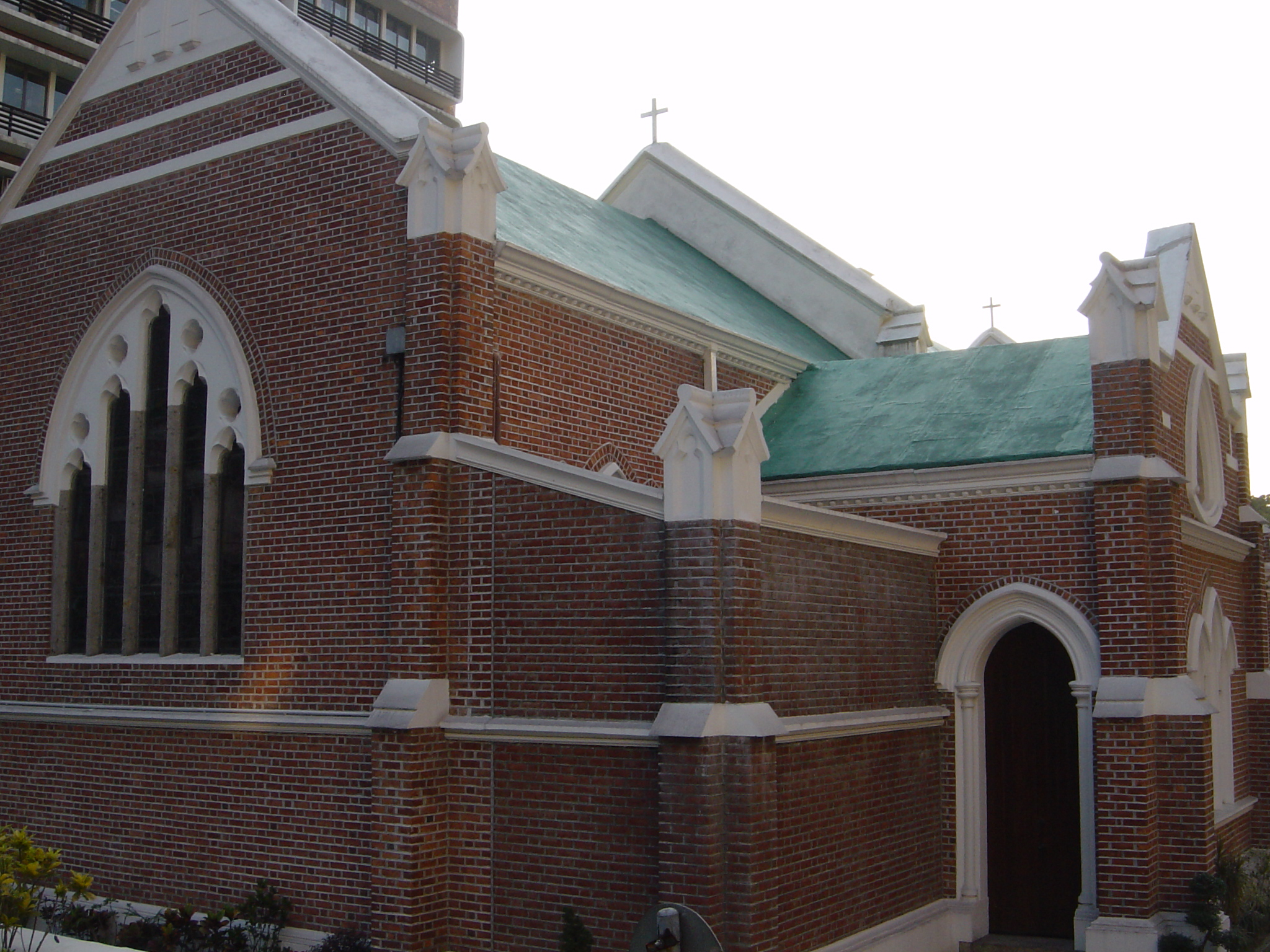
教堂背面
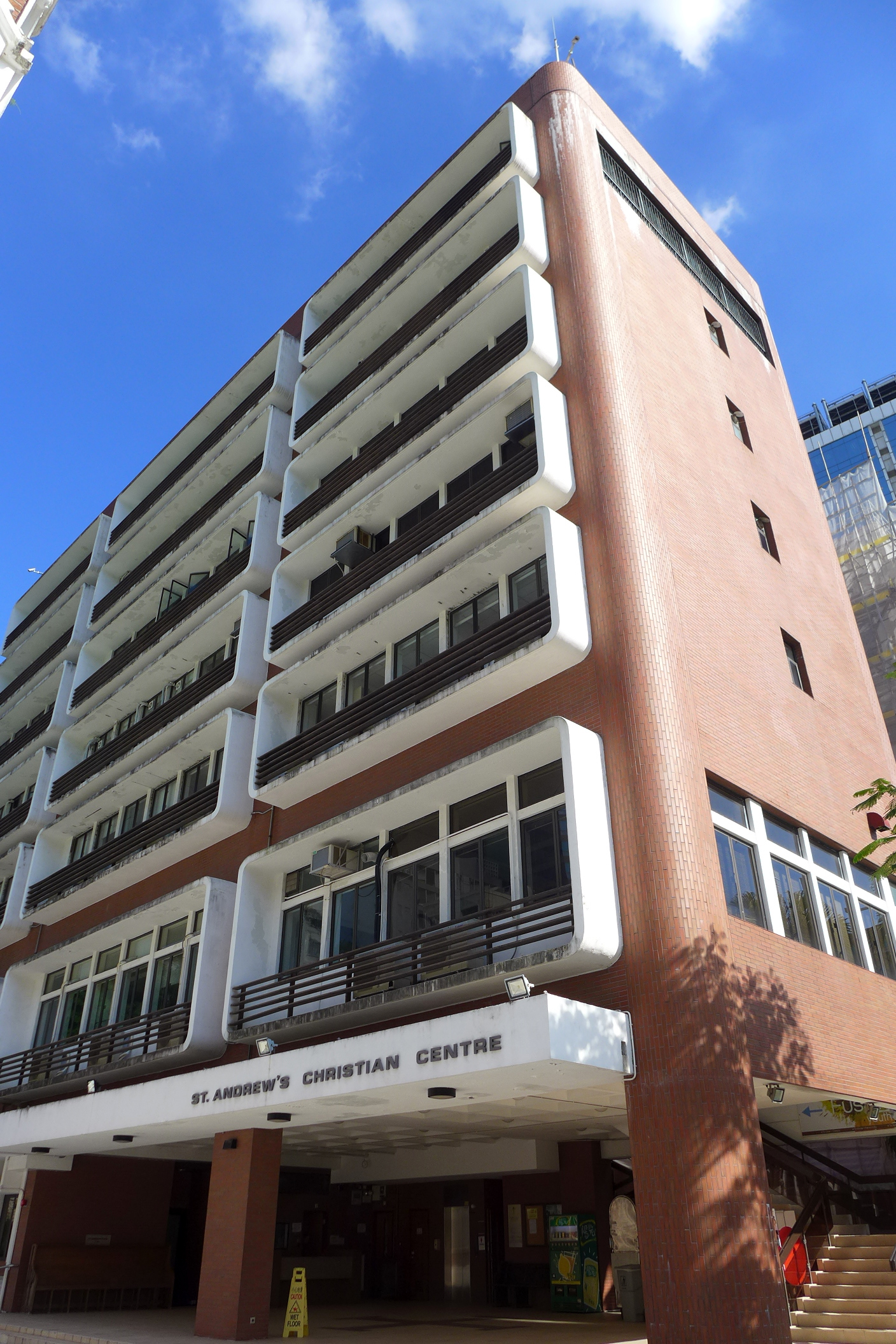
基督中心
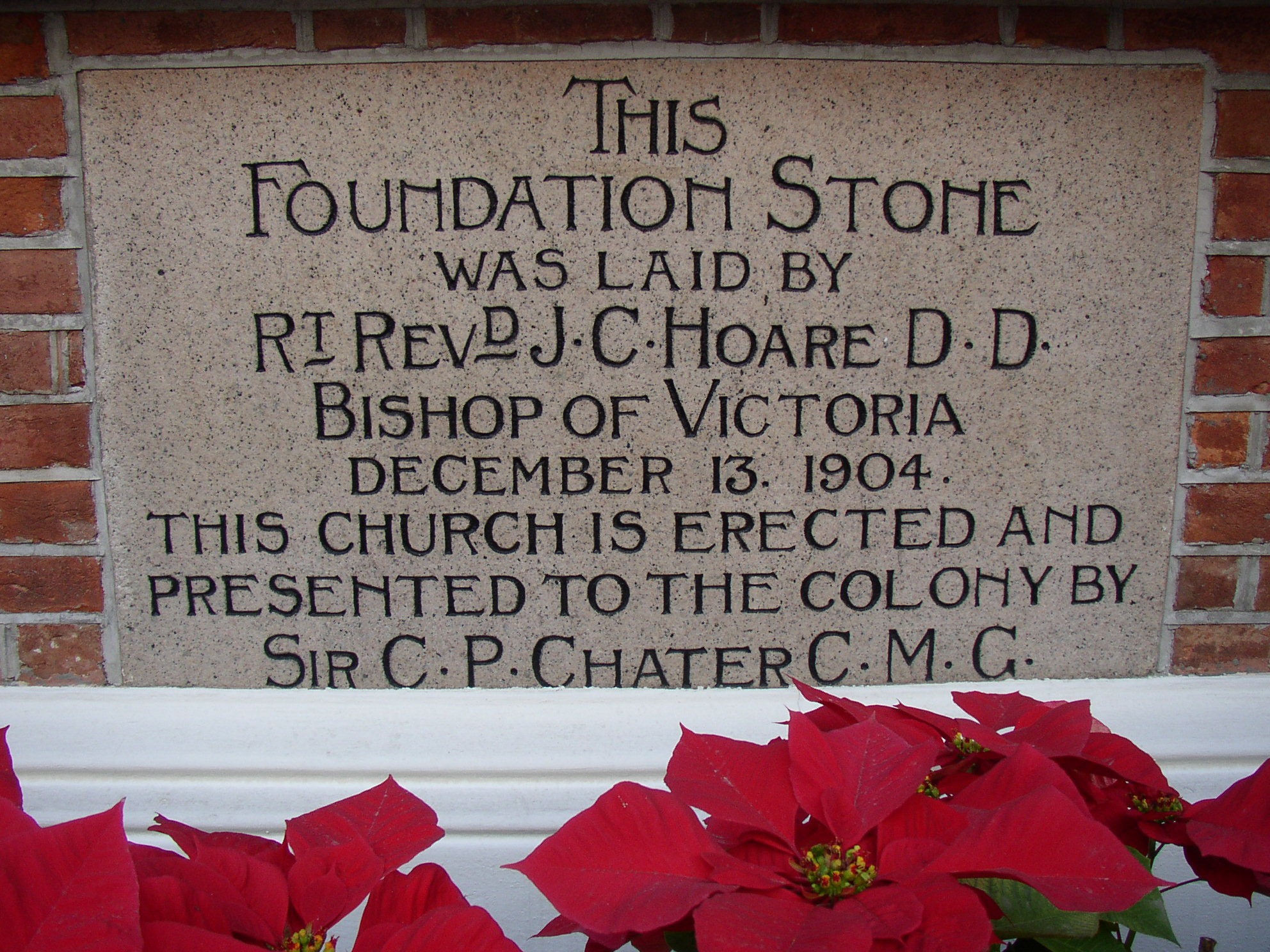
聖安德烈堂的奠基石
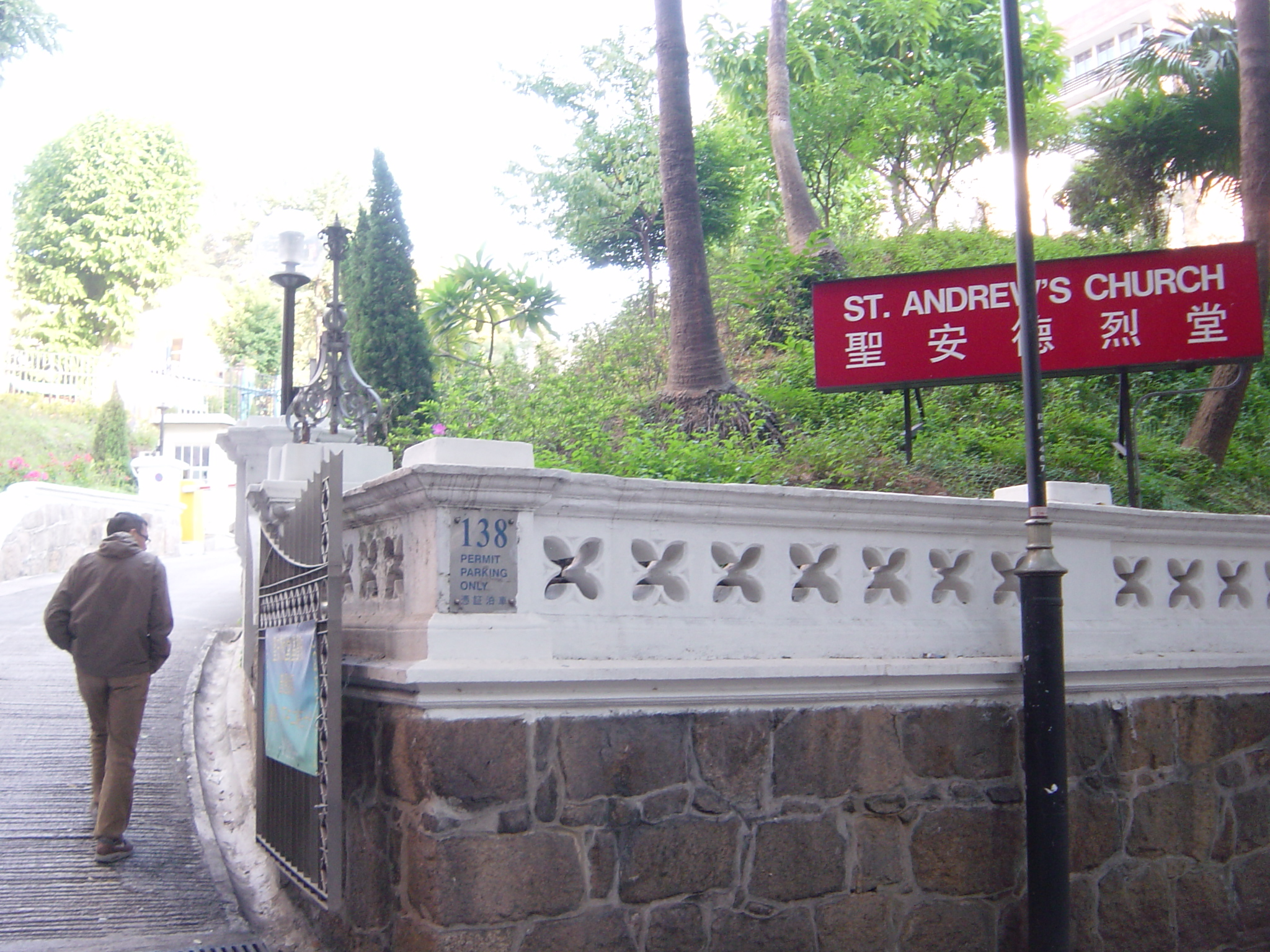
改建前的教堂入口

## 外部連結
- 基督堂
- 聖安德烈堂 （页面存档备份，存于）
- 香港聖公會 （页面存档备份，存于）
- 聖公會沙田堂 （页面存档备份，存于）
- 香港聖公會西九龍教區
- 香港聖公會東九龍教區